# Голик, Вячеслав Александрович
Вячесла́в Алекса́ндрович Го́лик (бел. Вячаслаў Аляксандравіч Голік; 1 мая 1989) — белорусский футболист, защитник.

## Клубная карьера
Начинал карьеру в могилёвском «Савите». После того, как «Савит» прекратил своё существование, перешёл в новополоцкий «Нафтан». Не сумев закрепиться в команде, был отдан в аренду в «Славию», за которую впоследствии стал играть на постоянной основе. В марте 2013 года стал игроком микашевичского «Гранита». В августе покинул клуб, во второй половине 2013 года восстанавливался после травмы.
В апреле 2014 года подписал контракт с «Речицей-2014», где смог закрепиться в основном составе. В январе 2015 года был на просмотре в могилёвском «Днепре», однако в результате начал сезон в составе светлогорского «Химика», где провёл пять лет и был одним из основных защитников команды.
В январе 2020 года получил дисквалификацию на три года по делу о договорных матчах.

## Карьера в сборной
Дебютировал за молодёжную сборную Беларуси 12 января 2009 года в матче против Катара.